# 郑兆业
郑兆业，直隶丰润（今河北丰润）人，是一名清朝政治人物。举人出身。
郑兆业曾于1737年接替程国栋任嘉定县知县一职，1737年由王槃接任。